# Laura Maasik
Laura Maasik (5 ottobre 1993) è una siepista e mezzofondista estone.

## Palmarès
| Anno | Manifestazione     | Sede          | Evento         | Risultato      | Prestazione | Note                          |
| ---- | ------------------ | ------------- | -------------- | -------------- | ----------- | ----------------------------- |
| 2013 | Universiadi        | Kazan'        | Salto in lungo | Qualificazioni | 5,58 m      |                               |
| 2021 | Europei di cross   | Dublino       | Corsa seniores | 72ª            | 32'10"      |                               |
| 2022 | Europei di cross   | Venaria Reale | Corsa seniores | 54ª            | 29'48"      |                               |
| 2023 | Mondiali di cross  | Bathurst      | Corsa seniores | 59ª            | 39'33"      |                               |
| 2023 | Mondiali su strada | Riga          | Mezza maratona | 51ª            | 1h16'47"    | Miglior prestazione personale |
| 2023 | Europei di cross   | Bruxelles     | Corsa seniores | 47ª            | 37'40"      |                               |
| 2024 | Mondiali di cross  | Belgrado      | Corsa seniores | 48ª            | 35'15"      |                               |
| 2024 | Europei            | Roma          | 3000 m siepi   | Batteria       | 9'44"20     | Record nazionale              |
| 2024 | Europei di cross   | Antalya       | Corsa seniores | 76ª            | 29'31"      |                               |

## Campionati nazionali
2010
- 7ª ai campionati estoni, salto triplo - 11,71 m
- 8ª ai campionati estoni, salto in lungo - 5,62 m
- 4ª ai campionati estoni indoor, salto triplo - 11,97 m
- Eliminata nelle qualificazioni dei campionati estoni indoor, salto in lungo - 5,42 m
- Oro ai campionati estoni under-18, salto triplo - 12,15 m
- Argento ai campionati estoni under-18, salto in lungo - 5,61 m

2011
- 5ª ai campionati estoni, salto in lungo - 5,62 m
- Argento ai campionati estoni juniores, 400 m hs - 1'03"49
- 6ª ai campionati estoni juniores, salto in lung0 - 5,54 m

2012
- Oro ai campionati estoni, 400 m hs - 1'03"36
- Bronzo ai campionati estoni, salto triplo - 12,18 m
- 10ª ai campionati estoni, salto in lungo - 5,46 m
- 6ª ai campionati estoni indoor, salto in lungo - 5,79 m
- Oro ai campionati estoni juniores, 400 m hs - 1'03"09
- Argento ai campionati estoni juniores, salto in lungo - 5,98 m
- Oro ai campionati estoni juniores indoor, salto triplo - 12,73 m
- Bronzo ai campionati estoni juniores indoor, salto in lungo - 5,69 m

2013
- Argento ai campionati estoni, salto triplo - 12,47 m
- 8ª ai campionati estoni, salto in lungo - 5,66 m
- Argento ai campionati estoni indoor, salto in lungo - 5,81 m
- Argento ai campionati estoni under-23, salto triplo - 12,30 m
- 4ª ai campionati estoni under-23, salto in lungo - 5,68 m
- Argento ai campionati estoni under-23 indoor, salto in lungo - 5,92 m

2014
- 7ª ai campionati estoni indoor, salto in lungo - 5,44 m
- Bronzo ai campionati estoni under-23, salto in lungo - 5,48 m
- 4ª ai campionati estoni under-23 indoor, 60 m hs - 9"60
- Argento ai campionati estoni under-23 indoor, salto triplo - 11,96 m
- Bronzo ai campionati estoni under-23 indoor, salto in lungo - 5,47 m

2018
- Argento ai campionati estoni, 5000 m piani - 17'50"30
- Oro ai campionati estoni, 3000 m siepi - 10'50"27
- Oro ai campionati estoni indoor, 3000 m piani - 10'14"32

2019
- 4ª ai campionati estoni di maratona - 3h05'13"

2020
- Argento ai campionati estoni, 10000 m piani - 35'21"94
- Bronzo ai campionati estoni, 5000 m piani - 17'16"99
- Oro ai campionati estoni, 3000 m siepi - 10'24"71
- Argento ai campionati estoni indoor, 3000 m piani - 10'10"20
- Bronzo ai campionati estoni di 10 km su strada - 35'20"

2021
- Argento ai campionati estoni, 5000 m piani - 16'54"45
- Argento ai campionati estoni indoor, 3000 m piani - 9'41"37
- Argento ai campionati estoni, staffetta 4x400 m - 3'58"85
- 4ª ai campionati estoni di 10 km su strada - 37'23"

2022
- Oro ai campionati estoni, 3000 m siepi - 10'25"71
- Oro ai campionati estoni di corsa campestre - 22'07"
- Argento ai campionati estoni di 10 km su strada - 35'40"

2023
- Oro ai campionati estoni, 3000 m siepi - 10'01"81
- Oro ai campionati estoni di corsa campestre - 14'12"
- Oro ai campionati estoni di 10 km su strada - 34'36"

2024
- Oro ai campionati estoni, 5000 m piani - 16'18"05
- Oro ai campionati estoni, 1500 m piani - 4'24"96

## Altre competizioni internazionali
2018
- 27ª alla Mezza maratona di Göteborg ( Göteborg) - 1h23'45"

2021
- 8ª nella First League degli Europei a squadre ( Cluj-Napoca), 3000 m siepi - 10'13"55
- Oro alla Estonian Cup ( Pärnu), 2000 m siepi - 6'32"96

2023
- 6ª nella Second Division degli Europei a squadre ( Chorzów), 3000 m siepi -  10'05"91

2024
- 10ª all'ISTAF Berlin ( Berlino), 2000 m siepi - 6'17"07